# 山形政二
山形 政二（やまがた せいじ / まさじ、1893年（明治26年）2月6日 - 1944年（昭和19年）2月6日）は、日本の海軍軍人。最終階級は海軍少将。

## 経歴
鳥取県米子市道笑町出身。山形金太郎の息子として生まれる。山形家は今は米子駅前の｢山形屋みやげ店｣になっているが、元は道笑町一丁目で線香や木蝋を製造販売した老舗で、屋号を山形屋といった。1906年（明治39年）駅前の現在地に移ってから、信州山十製糸の指導のもとに、座繰製糸を始めている。
米子中学（現在の米子東高校）では野球部。海軍兵学校および陸軍士官学校（第27期）を受験し、双方に合格している。1912年（大正元年）、海軍兵学校に進んだ。海兵を志望したのは、兄貞一郎と同期の福留繁の感化によるものだったという。福留は政二と入れ替りにこの年海兵を卒業した。
1915年（大正4年）、海兵卒業（43期）、翌年の1916年（大正5年）12月、海軍少尉に任官。その後、海軍呉港務部などの勤務を経て海軍大佐に昇進。1941年（昭和16年）4月、測量艦「駒橋」の艦長に任命される。
やがて、クエゼリン島の第61警備隊司令に任命された。クェゼリンの戦いにより、1944年（昭和19年）2月6日、戦死。2月6日は彼の誕生日であった。戦死後海軍少将に昇進する。

## 人物像
艦長時代の山形は、冷静そのもので、好んで若い士官に自分の経験した歴史を話したという。母校の米子中学（現在の米子東高校）が気骨のあるいい学校であったとか、シベリア出兵、ロンドン軍縮会議、そして日独伊三国同盟に至っては、危険であることすら説いたという。

## 年譜
- 1915年（大正4年）12月 - 海軍兵学校（第43期）卒業
- 1916年（大正5年）12月 - 海軍少尉
- 1921年（大正10年）12月 - 海軍大尉
- 1923年（大正12年）12月 - 「室戸」分隊長
- 1924年（大正13年）12月 - 「青島」分隊長
- 1925年（大正14年）7月8日 - 佐世保鎮守府付
  - 7月15日 - 「駒橋」水雷長
- 1926年（大正15年）12月 - 佐世保防備隊分隊長
- 1929年（昭和4年）11月1日 - 「佐多」運用長
  - 11月30日 - 海軍少佐
- 1930年（昭和5年）8月 - 「鶴見」運用長
- 1931年（昭和6年）9月 - 「那智」運用長
- 1933年（昭和8年）11月 - 「伊勢」運用長
- 1935年（昭和10年）10月 - 「隠戸」副長
  - 11月 - 海軍中佐
- 1936年（昭和11年）6月 - 「鳴戸」副長
- 1937年（昭和12年）12月 - 「千歳」艤装員
- 1938年（昭和13年）3月 - 「千歳」副長
  - 12月 - 横須賀港務部部員兼副官
- 1940年（昭和15年）6月 - 呉港務部部員
- 1941年（昭和16年）4月 - 「駒橋」艦長
  - 10月 - 海軍大佐
- 1942年（昭和17年）2月 - 「室戸」特務艦長
- 1943年（昭和18年）8月 - 呉鎮守府付
  - 9月 - 第61警備隊司令兼第6潜水艦基地隊司令
- 1944年（昭和19年）2月 - 戦死・海軍少将